# Bödakustens västra
Bödakustens västra är ett naturreservat i Borgholms kommun i Kalmar län.
Området är naturskyddat sedan 1999 och är 742 hektar stort. Reservatet består av tallbevuxna sanddyner, ädellövskogar och  ängar.                          